# قسم ميان كالة الريفي (مقاطعة بهشهر)
قسم ميان كالة الريفي (بالفارسية: دهستان میان‌کاله) هي منطقة ريفية تقع في إيران في قسم. يقدر عدد سكانها بـ 18,320 نسمة .